# هنینگ گراف رونتلو
هنینگ گراف رونتلو (انگلیسی: Henning Graf Reventlow; ۲۲ سپتامبر ۱۹۲۹ – ۹ سپتامبر ۲۰۱۰) پروتستانیسم، استاد دانشگاه، و نویسنده و محقق در مورد عهد عتیق اهل آلمان بود.